# Região de Planejamento da Ilha do Maranhão
A Região de Planejamento da Ilha do Maranhão é uma das 32 Regiões Administrativas do Maranhão. É a Região de Planejamento da capital do Estado, São Luís. Está localizada no norte do Estado e compreende todos os municípios da Ilha do Maranhão (Upaon-Açu).
São Luís é a maior cidade e o município-sede da Região.

## Formação
A Região é formada pelos municípios:
- Paço do Lumiar
- Raposa
- São José de Ribamar
- São Luís